# Kepler-442b
Kepler-442b je egzoplanet koji orbitira oko zvijezde K-tipa Kepler-442. Otkriven je i potvrđen 6. siječnja 2015., i to tranzitom. Uz njega su još pronađeni i planeti Kepler-440b i Kepler-438b. Udaljen je 1206 svjetlosnih godina.

## Obilježja
Kepler-442b je Superzemlja, planet veći od Zemlje, a manji od Neptuna. Ima polumjer jednak 1,34 Zemljina polumjera, kao i masu jednaku 2,3 Zemljine mase, iako masa može biti i puno veća i manja. Gravitacija bi mogla biti 30% jača negoli na Zemlji. Orbitira na udaljenosti od 0,4 AJ, s orbitalnim periodom od 112 dana, u centru nastanjive zone zvijezde, te prima količinu svjetlosti jednaku onoj 70% svjetlosti Zemlje. Budući da se planet nalazi taman izvan zone u kojoj je planet plimno zaključan, dan bi mogao trajati tjednima ili mjesecima.
Zvijezde K-tipa najbolje su zvijezde za stanovanje, ali njihovi uvjeti nastanjivosti još nisu potpuno istraženi. Žive dulje od Sunca, u ovom slučaju 30 milijardi godina, a ne emitiraju mnogo zračenja kao što to rade veoma dugoživuće zvijezde M-tipa (crveni patuljci). 
Zbog toga je Kepler-442b nasličniji planet Zemlji koji nije plimno zaključan, sa sličnošću od 84%. Također je i potencijalno najnastanjiviji od plimno nezaključanih planeta. Sastav iz 2015. tvrdi da je najnastanjiviji zajedno s Keplerom-186f i Keplerom-62f. 
Također je planet koji ispunjava najviše uvjeta da bude supernastanjiv planet, poput toga da je zvijezda K-tipa i da je u centru nastanjive zone.Ne ispunjava samo dva, a to su starost zvijezde i temperatura. Zvijezda bi trebala biti stara između 4,6 i 7 milijardi godina, a Kepler-442b ima starost od 2,9 milijardi godina. Temperatura bi trebala biti 25°C, a ovdje je -2°C.

## Vanjske poveznice
- NASA – Mission overview.
- NASA – Kepler Discoveries – Summary Table  Arhivirana inačica izvorne stranice od 1. travnja 2017. (Wayback Machine).
- NASA – Kepler-442b at The NASA Exoplanet Archive.
- NASA – Kepler-442b at Extrasolar Planets Encyclopaedia.
- Habitable Exolanets Catalog at UPR-Arecibo.